# Cienciología y homosexualidad
La doctrina formal de la cienciología, basada en los conceptos promulgados por L. Ron Hubbard, declaran la conducta homosexual como una perversión y una enfermedad, clasificada como una de las peores desviaciones sexuales y de las que más negativamente impactan en la sociedad. A menudo se considera que esta posición antihomosexual, calificada de homofobia por los críticos de la organización, fue la causante del suicidio del hijo de Hubbard, Quentin Hubbard (1954-1976), quien era gay. La cienciología no solo considera como una degeneración la homosexualidad sino también la promiscuidad y el sadomasoquismo
La posición formal de la Iglesia de la Cienciología respecto a los homosexuales se ve en uno de sus manuales:

Homosexuals don't practice love. Their relationships consist of: 1) brief, sordid and impersonal meetings or 2) longer arrangements punctuated by dramatic tirades, discords, jealousies and frequent infidelity. It could hardly be otherwise since the tone is made up of suspicion and hate, producing a darling sweetness interspersed with petty peevishness. Their "love" turns to deep contempt eventually.
Los homosexuales no practican el amor. Sus relaciones consisten en: 1) encuentros breves, sórdidos e impersonales, o 2) arreglos largos caracterizados por dramáticos resquemores, desacuerdos, celos y frecuente infidelidad. Difícilmente puede ser de otra manera ya que el tono está compuesto de la sospecha y el odio, produciendo un dulzor tierno esparcido por el pequeño mal humor. Al fin su «amor» se convierte en profundo desprecio.
Ruth Minshull, Cómo escoger a las personas

En todo caso, Hubbard consideraba que la cienciología y la dianética podían curar la homosexualidad, así como el asma, la artritis y el trastorno bipolar, mediante sus terapias.